# Trebče
Trebče – wieś w Słowenii, w gminie Bistrica ob Sotli. W 2018 roku liczyła 229 mieszkańców.